# Aplicativos de inteligência artificial

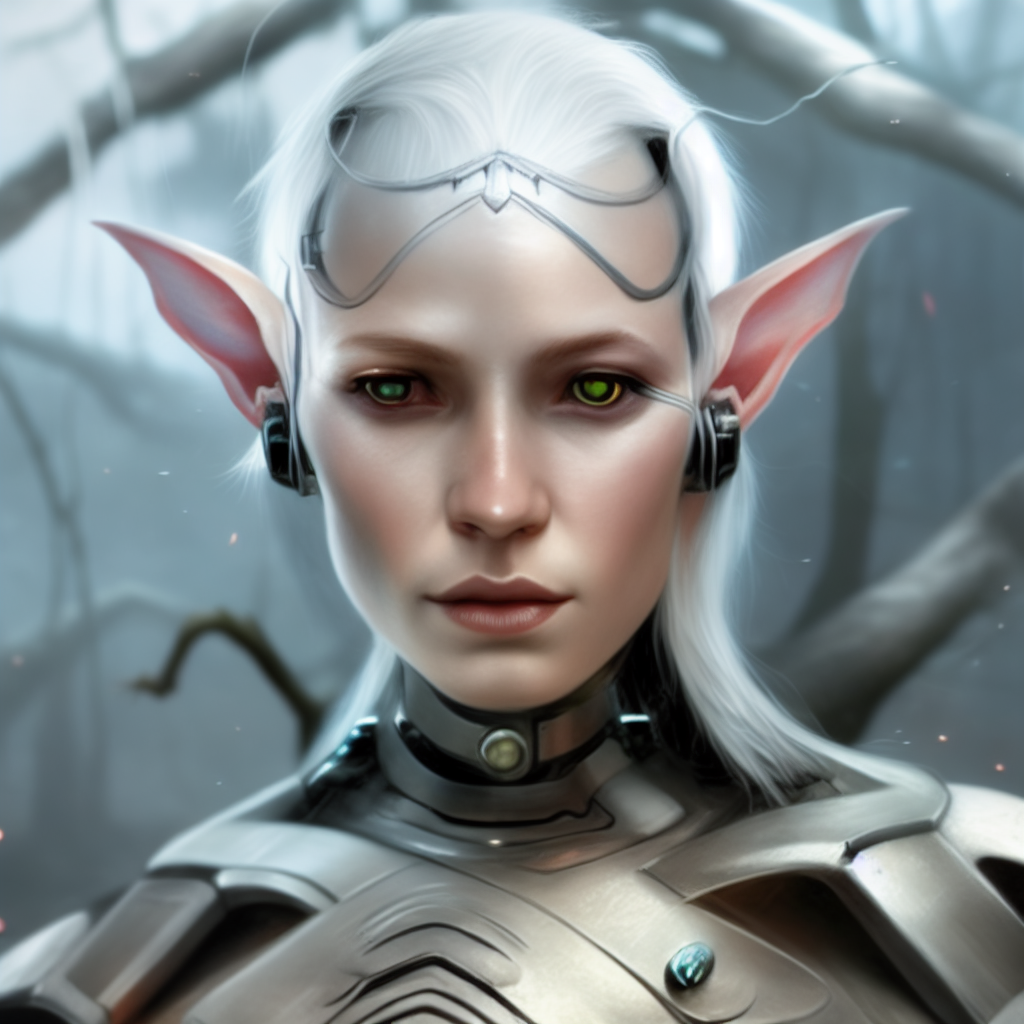
Uma "elfa ciborgue" criada com tecnologia Stable Diffusion.

A inteligência artificial (IA) tem sido usada em aplicativos para aliviar certos problemas em toda a indústria e academia. A IA, como eletricidade ou computadores, é uma tecnologia de propósito geral que tem uma infinidade de aplicativos. Ela tem sido usada em campos de tradução de idiomas, reconhecimento de imagens, pontuação de crédito, comércio eletrônico e outros domínios.

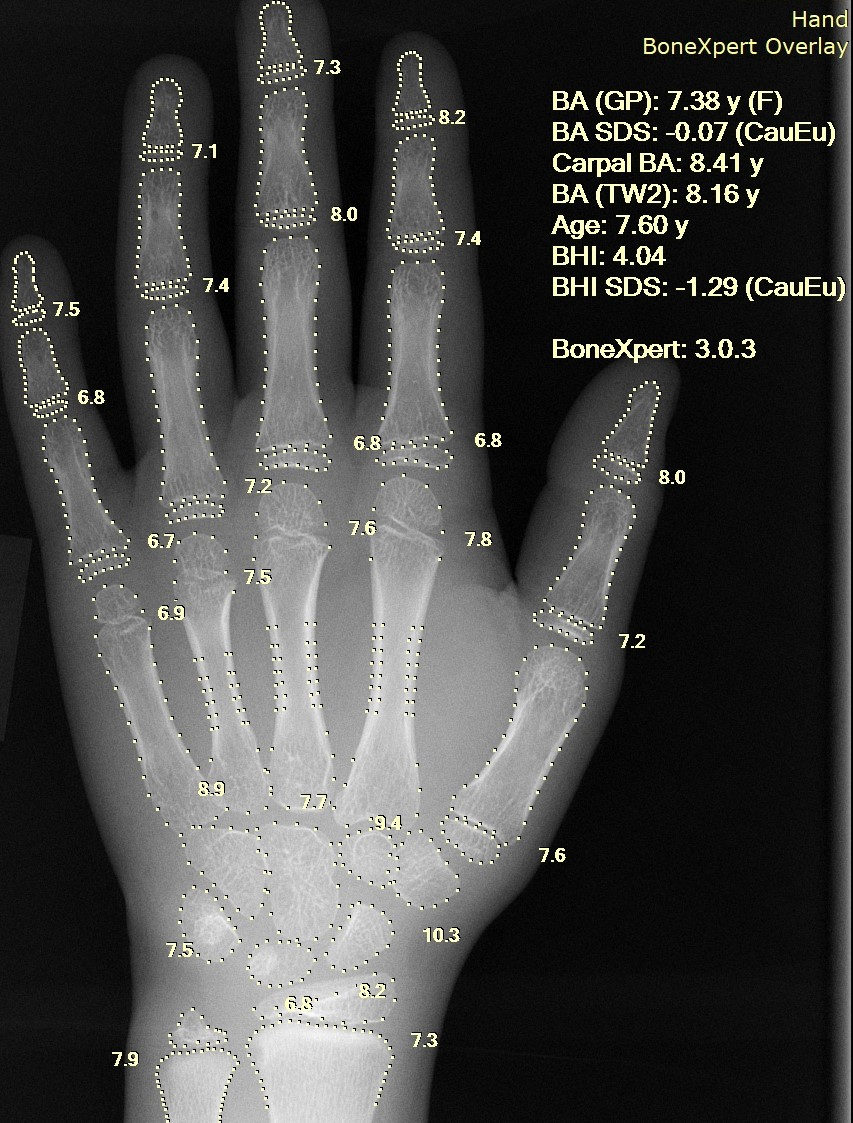
Raio-X de uma mão, com cálculo automático da idade óssea feita por um software de computador.

Um exemplo de aplicativo de IA está em sistemas de recomendação, que preveem a "classificação" ou "preferência" que um usuário daria a um item. Os sistemas de recomendação são usados em várias áreas, como gerar listas de reprodução para serviços de vídeo e música, recomendações de produtos para lojas online ou recomendações de conteúdo para plataformas de mídia social e recomendação aberta de conteúdo da web.

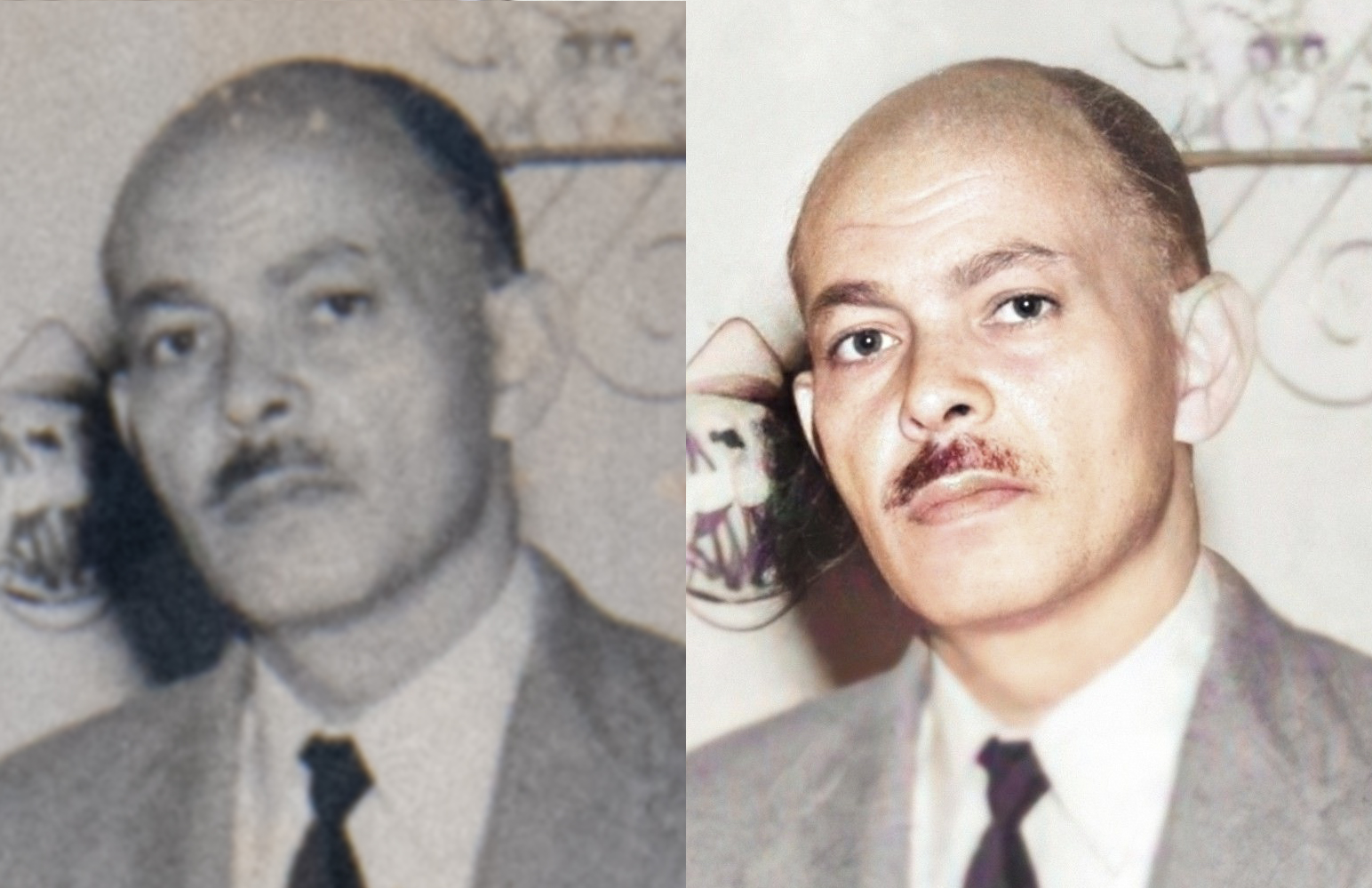
Restauração de imagem.

A IA também é usada para direcionar anúncios da web para aqueles mais propensos a clicar ou se envolver neles. Também é usada para aumentar o tempo gasto em um site selecionando conteúdo atraente para o espectador. Pode prever ou generalizar o comportamento dos clientes a partir de suas pegadas digitais.
Existem muitos aplicativos (português brasileiro) ou aplicações (português europeu) de inteligência artificial disponíveis no mercado. Alguns exemplos populares incluem Alexa, que é um aplicativo de assistente de voz que permite ouvir música, adicionar itens ao carrinho de compras, verificar o clima e muito mais. Outros exemplos incluem Google Assistente, Elsa Speak, Socratic e Robin. Esses aplicativos utilizam a inteligência artificial para realizar tarefas que normalmente requerem inteligência humana, como reconhecimento de voz, visão, raciocínio e aprendizado. A inteligência artificial tem muitos aplicativos em diferentes áreas. Por exemplo, na medicina, a IA pode ser usada para ajudar a diagnosticar doenças e desenvolver tratamentos personalizados. Na educação, a IA pode ser usada para personalizar o aprendizado e fornecer feedback em tempo real aos alunos. No transporte, a IA pode ser usada para otimizar rotas e melhorar a segurança. Nos negócios, a IA pode ser usada para automatizar tarefas repetitivas e melhorar a tomada de decisões.

## Internet e comércio eletrônico

### Sistemas de recomendações
Um sistema de recomendação é um tipo de aplicação de inteligência artificial que prevê a "classificação" ou "preferência" que um usuário daria a um item. Esses sistemas usam algoritmos para analisar os dados do usuário e fazer recomendações personalizadas com base nas preferências e comportamentos anteriores do usuário.
Os sistemas de recomendação são usados em várias áreas, como gerar listas de reprodução para serviços de vídeo e música, recomendações de produtos para lojas online ou recomendações de conteúdo para plataformas de mídia social e recomendação aberta de conteúdo da web. Eles são projetados para ajudar os usuários a encontrar conteúdo ou produtos que possam ser do seu interesse.

### Assistentes virtuais
Assistentes pessoais inteligentes usam IA para entender muitos pedidos de linguagem natural de outras maneiras além de comandos rudimentares. Exemplos comuns são Siri da Apple, Alexa da Amazon e uma IA mais recente, o ChatGPT da OpenAI, que alimenta o Bing Chat.

## Jogos
Os jogos eletrônicos têm sido uma das principais práticas das capacidades da IA desde a década de 1950. A inteligência artificial é usada nos jogos para gerar comportamentos responsivos, adaptativos ou inteligentes principalmente em personagens não-jogadores (NPCs), semelhantes à inteligência humana. Nos jogos, a IA trabalha de forma limitada de acordo com os comandos desenvolvidos por seus programadores. Quando uma inteligência artificial é criada, ela recebe linhas de códigos que podem ser descritas grosseiramente como uma ação X uma reação.
Por exemplo, em jogos como Dark Souls, os NPCs reagem de acordo com o progresso do jogador. A forma como você ataca e desvia é considerada no jogo, fazendo com que ele aprenda suas estratégias de acordo com as possibilidades internas do jogo. Além disso, a IA também está presente em personagens no jogo que mudam de script à medida que você avança no jogo, ou seja, há diferentes possibilidades de caminhos e finais no jogo.

## Wikipédia
A inteligência artificial é usada na Wikipédia e em outros projetos Wikimedia para o propósito de desenvolver esses projetos. A interação entre humanos e bots nos projetos Wikimedia é rotineira e iterativa.
Milhões de seus artigos foram editados por bots que, no entanto, geralmente não são softwares de inteligência artificial. Muitas plataformas de IA usam dados da Wikipedia, principalmente para treinar aplicativos de aprendizado de máquina. Há pesquisa e desenvolvimento de várias aplicativos de inteligência artificial para a Wikipedia, como para identificar frases desatualizadas, detectar vandalismo desconhecido ou recomendar artigos e tarefas a novos editores.